# 待池台
待池台（まちいけだい）は、福島県郡山市の町丁である。郵便番号は963-0215。

## 地理
郡山市西部の片平町行政区に属する。北で熱海町上伊豆島、熱海町安子島、北東から東にかけて熱海町下伊豆島、南で片平町、逢瀬町河内、西から北西にかけて熱海町長橋とそれぞれ隣接する。郡山西部第二工業団地の造成に伴い、周辺大字より分離新設された区域である。域内を東西に横断する二級市道212号地田東東原線を境に南側に一丁目、北側に二丁目が設置されている。工場や研究施設が立ち並び、中央部の調節地の周辺に公園や体育館が整備されている。片平町に所在する郡山北警察署片平駐在所、および喜久田町卸に所在する郡山消防署喜久田基幹分署がそれぞれ管轄にあたる。

## 世帯数と人口
2024年1月1日現在、郡山市人口統計に定住人口は計上されていない。

## 小・中学校の学区
市立小・中学校に通う場合、学区は以下の通りとなる。
| 番地   | 小学校               | 中学校             |
| ------ | -------------------- | ------------------ |
| 二丁目 | 郡山市立富田東小学校 | 郡山市立冨田中学校 |

## 交通

### 道路
- 一級市道72号三穂田熱海線
- 二級市道212号地田東東原線

## 施設等
- 郡山西部第二工業団地 - 立地企業等については当該項目参照のこと。
- 待池公園
  - 郡山市西部第二体育館